# La Mississippi
La Mississippi Blues Band es una banda de blues rock argentino integrada por Claudio Cannavo (bajo eléctrico, coros), Gastón Picazo (piano y teclados), Gustavo Ginoi (guitarra eléctrica y coros), Juan Carlos Tordó (batería, percusión y coros) y su líder Ricardo Fabián Tapia (voz, armónica y guitarra). Se formó en el partido de Florencio Varela, al sur del conurbano bonaerense. En repetidas entrevistas, Ricardo Tapia ha mostrado gran admiración por la obra del trío Manal, fundador del blues en español.
El conjunto llegó a brindar conciertos a lo largo del territorio argentino al igual que en Paraguay, Colombia, Uruguay, Brasil y en festivales de España.

## Historia
Empezaron bajo el nombre de Mississippi Blues Band, y tocando canciones en inglés y blues al estilo extranjero, Poco más tarde el grupo redujo el nombre a La Mississippi, y comenzó a grabar e interpretar canciones en castellano, así publicaron en 1993 Mbugi, el trabajo fue bien recibido, vendiendo alrededor de 20.000 copias. Su segundo lanzamiento Bagayo de 1995, incluye una versión de «Nocturno a mi barrio» de Aníbal Troilo. 
Ese mismo año fueron partícipes en el estadio Obras Sanitarias de un concierto llamado Blues Festival, con artistas de renombre como Jeff Healey y Paul Rodgers. Dos años después editan Cara y ceca, álbum con reminiscencias jazzeras.   
En el álbum Cara y ceca de 1997, La Mississippi incursiona en heterogéneos ritmos como los latinos o el jaz citados jazzeros. 
El líder del conjunto, Ricardo Tapia, afirmó que el álbum fue ese enlace les permitió lanzarse en el rock argentino, y que el mismo mostró que el grupo es capaz de hacer blues con identidad argentina.
Terminado el año 2001, La Mississippi editó el disco Bit Hippie, por medio de la casa discográfica "Quatro K Records", según las declaraciones de Tapia, el álbum se registró con equipos valvulares y antiguos micrófonos, pero sin dejar de lado la tecnológica digital. Dos años después se emite Sietevidas, otra vez por medio del sello Quatro K, presentaron su nuevo disco ante el público en La Trastienda, en julio de 2004.
En esta época ingresó al conjunto el tecladista Gastón Picazo, quien reemplazó a Miguel de Ipola. La nueva placa del conjunto contiene doce canciones nuevas, el grupo volvió a sus raíces de rock and roll, soul y R&B. Emitieron el sencillo «El Municipal», que fue usado como tema musical para el programa televisivo de Jorge Lanata.
Grabaron durante los días 11 y 12 de agosto de 2000, el álbum en vivo Yo estuve ahí, en el Teatro Astros de Buenos Aires. En esos conciertos el conjunto interpretó clásicos de su repertorio como «Blues del equipaje», «El fierro», «San Cayetano», «Mala transa», «Un trago para ver mejor» y su primer éxito, «Café Madrid»; también incluyeron algunos temas de su álbum estreno. 
Durante los conciertos, se encontraron personalidades célebres de la música argentina, tales como Pity Álvarez de Intoxicados, Gustavo Cordera de Bersuit y León Gieco.
Emitieron el demo Buenos Aires Blues de 2005, originalmente se había registrado como un demo de canciones propias y de otros artistas, interpretados tanto en castellano como en inglés. Las primeras seis canciones se registraron en mayo de 1992, con el fin de conseguir algún contrato discográfico, las otras pistas son archivos correspondientes a los años 1989 y 1991. La Mississippi terminó firmando con el sello Del Cielito Records, por donde Patricio Rey y sus Redonditos de Ricota emitieron varios de sus álbumes.
A principios del 2005, La Mississippi lanzó su primer álbum en España, y fue Yo estuve ahí, por el sello Txanta Records. A finales del 2005 aparece Buenos Aires Blues, un EP de ocho canciones pertenecientes a las primeras grabaciones que realizara la banda entre los años 1989 y  1992. 
En 2006, realizaron una gira por España, muchos argentinos residentes de ahí concurrieron a los recitales del grupo, en donde fueron recibidos calurosamente. A fines del 2006 La Mississippi edita otro álbum, Amor y Paz, con catorce canciones, todas de autoría propia. Fue grabado, mezclado y masterizado en los estudios Galápagos de Buenos Aires.
Se presentaron el 16 de noviembre de 2008, como una de las bandas que encabezaron el evento, en el marco de la tercera edición del Varela Rock.
Publicaron en 2009, el álbum en vivo Versiones 20 años +, registrado a lo largo de cuatro años de recitales en El Condado, por el ingeniero Argentino Brian iele, a mediados de 2008. En agosto de 2010, La Mississippi comenzó a reeditar algunos de sus álbumes de estudio, como Sietevidas, Bit Hippie, Palacio de Pulgas, Buenos Aires Blues y Amor y Paz.
En mayo de 2011, la banda realizó la grabación y filmación de Búfalo, en el estudio Norberto Napolitano de la radio Rock & Pop de la ciudad de Buenos Aires, el mismo fue grabado en un formato poco común, todos los músicos tocaron y grabaron en el mismo instante todas las pistas, sin posproducción no sobregrabaciones (al estilo jazz de los años 50) abandonando el sistema clásico de multipista.  
Este trabajo, editado en formato de CD+DVD, se mezcló y masterizó en los Estudios Panda entre el 30 de mayo y el 15 de junio, y tiene como invitados especiales a Ricardo Iorio en voz y Claudio Marciello en guitarra, (ambos integrantes de la banda de heavy metal Almafuerte); haciendo una nueva versión de la canción «Ermitaño» (del álbum Sietevidas editado en 2003).
El 7 de mayo de 2015, editaron Inoxidables, un álbum compuesto por trece canciones emblemáticas del rock argentino; entre las que se encuentran: «Post Crucifixión» de Pescado Rabioso, «No tan distintos» de Sumo, «Masacre en el puticlub» de Los Redondos, «Azúcar amarga» de Vox Dei; y el primer corte de difusión fue «Pato trabaja en una carnicería» de Moris.
En julio de 2017 el grupo publicó Criollo, el primer disco con composiciones nuevas en siete años. Los temas fueron gestados durante un año de trabajo en los shows de la banda, durante las pruebas de sonido, en hoteles o viajando.

## Discografía
- Mbugi (1993)
- Bagayo (1995)
- Classic (1996)
- Cara y ceca (1997)
- Palacio de pulgas (1999)
- Yo estuve ahí - En vivo (2000)
- Bit Hippie (2001)
- Sietevidas (2003)
- Buenos Aires Blues (2005)
- Amor y paz (2006)
- Versiones 20 años + (2009)
- Búfalo (2011)
- Veinticinco Años (2014)
- Inoxidables (2015)
- Criollo (2017)
- Reserva especial 30 años (2019)